# Maha Vajiralongkorn

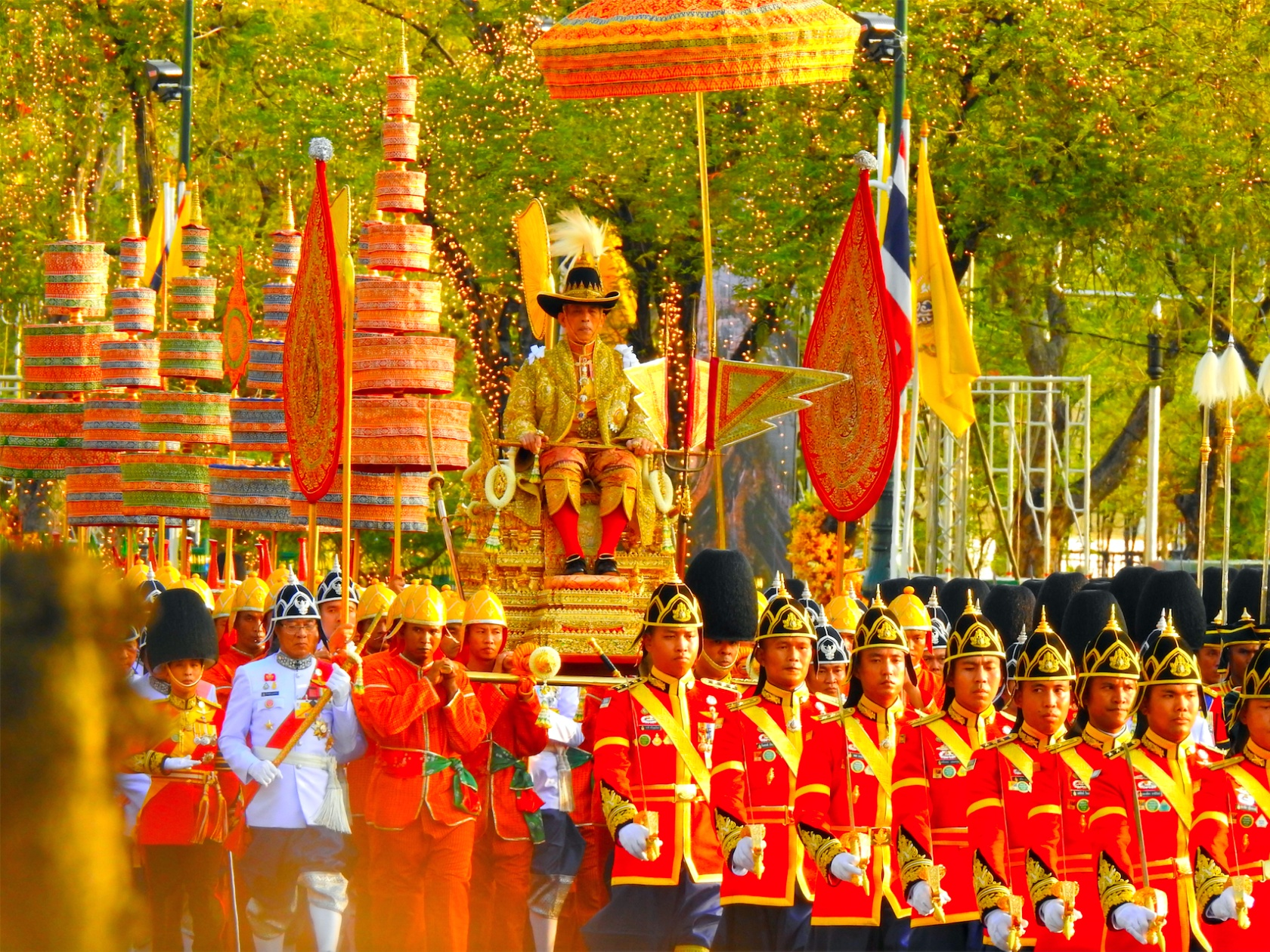
Kröningen av Rama X, år 2019.

Maha Vajiralongkorn, född 28 juli 1952 i Bangkok, är Thailands kung sedan 1 december 2016. Han är den tionde monarken från ätten Mahidol inom Chakridynastin och regerar under namnet Rama X.
Som ende son till kung Bhumibol Adulyadej och drottning Sirikit utsågs han år 1972, vid en ålder av 20 år, till kronprins av Thailand. Efter sin fars död i oktober år 2016 blev han vid 64 års ålder den äldsta personen att bestiga den thailändska tronen medan den formella kröningen ägde rum i maj 2019.
Vajiralongkorn är den rikaste monarken i världen med en uppskattad nettoförmögenhet om 30–70 miljarder amerikanska dollar.

## Biografi
Vajiralongkorn gifte sig 1977 med sin kusin Mom Luang Soamsawali Kityakara, och i äktenskapet föddes 1978 en dotter. Kronprinsen levde sedan i flera år i ett förhållande med sin älskarinna, skådespelerskan Yuvadhida Polpraserth, med vilken han har fyra söner och en dotter. Sedan den första hustrun beviljat skilsmässa 1991 gifte sig Vajiralongkorn med älskarinnan, men de skildes två år senare. År 2001 gifte sig kronprinsen för tredje gången med Mom Srirasmi Mahidol na Auydhya. De har en son, född 29 april 2005. Även detta äktenskap slutade med skilsmässa. Som kronprins betraktades Vajiralongkorn som excentrisk i sitt leverne. År 2019 ingick han sitt fjärde äktenskap, denna gång med sin livvakt Suthida Tidjai.
Han har pilotutbildning inom det militära och är kvalificerad att flyga Northrop F-5, F-16 och Boeing 737-400.

## Utmärkelser
- Chakriorden,  1965
- Specialklass av Vita elefantens orden,  1973
- Nio ädelstenars orden,  1973
- Storkors av Thailändska kronorden,  1973
- Stora ordensbandet av Chula Chom Klao-orden,  1976
- Förbundsrepubliken Tysklands förtjänstorden - storkors av särskilda klassen,  1984
- Ojaswi Rajanya-orden,  1986
- Storkorset av Karl III:s orden,  1987[8]
- Thailands tapperhetsmedalj,  1987
- Chakra Mala-medaljen,  1988
- Ramkeeratiorden,  1988
- Seri Utamas familjeorden,  1990
- Stora ordensbandet av Krysantemumorden,  1991
- Direkgunabhorn-orden,  1995
- Riddare med storkors av Victoriaorden,  1996
- Storkommendör av orden för rikets försvar,  2000
- Elefantorden,  7 februari 2001[9]
- Kronorden,  2004
- Ramaorden,  2016
- Rajamitrabhornorden,  2016
- Dushdi Mala-medaljen,  2016
- Victoriaorden
- Chula Chom Klao-orden
- Vasco Núñez de Balboas orden
- Bruneis kungafamiljs orden
- Darjah Yang Mulia Pangkuan Negara
- Förbundsrepubliken Tysklands förtjänstorden
- Avizorden
- Krysantemumorden
- Karl III:s orden
- Renässansens högsta orden
- Södra korsets orden
- Nordkoreas nationalflaggsorden
- Ecuadors nationella förtjänstorden
- Manuel Amador Guerrero-orden
- Terengganus familjeorden
- Kungliga Serafimerorden
- Adolf av Nassaus civil- och militärförtjänstorden
- Storkors av Avis militärorden[10]
- Thailändska kronorden
- Vita elefantens orden
- Sydkoreas diplomatiska förtjänstorden
- Peruanska Solorden
- Drottning Elizabeth II:s diamantjubileumsmedalj

[Redigera Wikidata]